# Takanori Nagase
Takanori Nagase (japonsky 永瀬貴規, * 14. října 1993 Nagasaki) je japonský zápasník–judista, čtyřnásobný olympijský medailista.

## Sportovní kariéra
S judem začal v 6 letech. Je studentem univerzity v Cukubě, kterou zároveň v judu reprezentuje. V roce 2013 se stal akademickým mistrem světa. V roce 2015 získal pro Japonsko po 20 letech titul mistra světa v polostřední váze.
V roce 2016 se kvalifikoval na olympijské hry v Riu. V úvodním kole vybodoval technikou sode-curikomi-goši na yuko dobře připraveného Maďara László Csoknyaie a v dalším kole poslal hned v úvodu uči-matou na ippon Paula Kibikaie z Gabonu. Ve čtvrtfinále se utkal s Sergiu Tomou reprezentujícího Spojené arabské emiráty. Vyrovnaný zápas rozhodlo jeho nepatrné zaváhání dvě minuty před koncem, kdy rozhodčí Tomuv nástup do sode-curikomi-goši ohodnotil yukem. V opravách nejprve porazil na ippon technikou o-soto-gari Kanaďana Antoine Valois-Fortiera a v boji o třetí místo vybodoval Gruzínce Avtandila Črikišviliho na yuko opět technikou o-soto-gari. Získal bronzovou olympijskou medaili.
Takanori Nagase je pravoruký judista, představitel klasické japonské školy juda, s osobní technikou o-soto-gari a uči-mata.

### Vítězství
- 2013 - 1x světový pohár (Kano Cup)
- 2014 - 1x světový pohár (Kano Cup)
- 2015 - turnaj mistrů (Rabat)
- 2016 - 1x světový pohár (Baku, Tokio)

## Výsledky
| Turnaj            | 2014            | 2015            | 2016            |
| Turnaj            | 21              | 22              | 23              |
| Turnaj            | polstřední váha | polstřední váha | polstřední váha |
| ----------------- | --------------- | --------------- | --------------- |
| Olympijské hry    |                 |                 | 3.              |
| Mistrovství světa | 5.              | 1.              |                 |